# Мунозеро
Мунозеро (рус. Мунозеро) средње велико је слатководно језеро ледничког порекла смештено у јужном делу Мурманске области, на крајњем северозападу европског дела Руске Федерације. Језеро се налази у јужном делу Кољског полуострва, а административно припада Терском рејону. Преко своје отоке, реке Муне, повезано је са басеном реке Умбе, односно са акваторијом Белог мора. Под ледом је од краја октобра до краја маја.
Површина језерске акваторије је 21км², а површина језера налази се на надморској висини од 137,4 метра.